# KBS滋賀

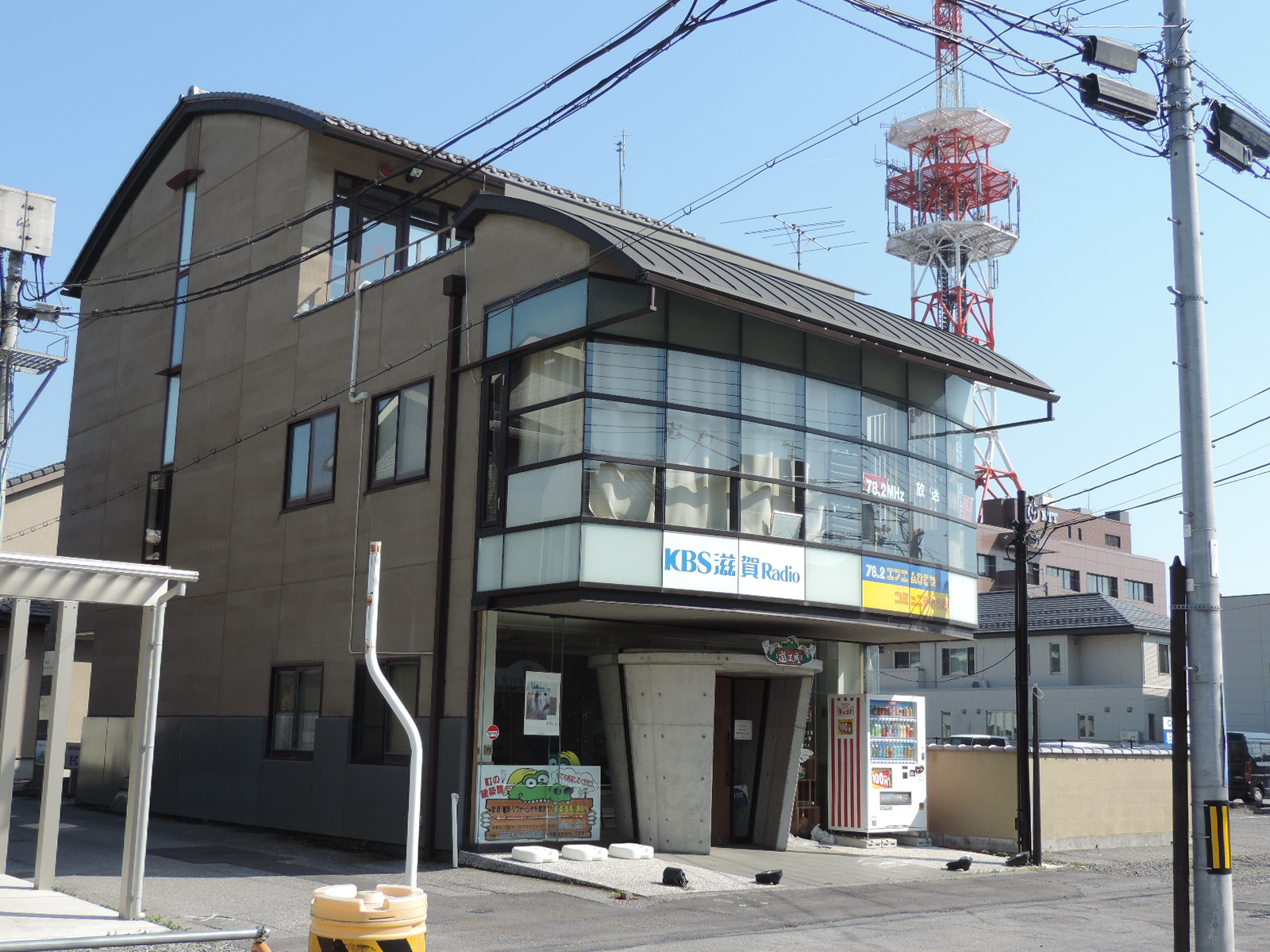
2022年3月までKBS滋賀が入居していたOBPビル（滋賀県彦根市）

KBS滋賀（ケイビーエスしが）は、株式会社京都放送（KBS京都）の中波放送の支局である滋賀放送局の呼称である。

## 概要
1960年（昭和35年）5月25日、滋賀県彦根市西今町で開局した。彦根駅付近の大東町を経て、2013年（平成25年）4月10日に、演奏所を彦根市立花町にあるOBPビルに移転。OBPビルの3階に事務所を置き、2022年（令和4年）3月末までスタジオを2階にあるエフエムひこねと共用していた。同年4月以降はOBPビルから大津市にある京都新聞滋賀プレスビル内の京都放送滋賀支社に統合。スタジオが設けられ、同所からの放送も可能であるが、現状生放送は設定されていない。送信所を琵琶湖湖岸付近の彦根市三津屋町にNHK第1放送大津放送局と共同で運営している
びわ湖放送（BBC）がテレビ単営で開局したため、滋賀県唯一のAM民放ラジオ局、なおかつ1996年12月にエフエム滋賀（JFN）開局するまでは、滋賀県で唯一の民放ラジオ局（コミュニティー放送除く）となっている。京都放送局からの番組と、独自のローカル番組、及びCMの差し替え、滋賀県代表が出場する高等学校野球実況中継など京都放送局がネットしないNRNの番組、その他特別番組で番組が編成されている。2006年（平成18年）4月からは「滋賀発京阪神へ」というコンセプトで新番組を開始し、当局発で京都放送局、福知山放送局、舞鶴放送局へネットする初の帯番組『松井桂三のさんさんわいど』を放送していたが、2007年（平成19年）3月末に終了し、ローカルの帯番組放送に戻った。
2019年（令和元年）までは受信確認証を京都放送局とは別に発行していた。番組表は日本新聞協会加盟で滋賀県において宅配を実施している各紙のうち中日新聞、中日スポーツ、京都新聞滋賀版のみに掲載されている。当局も番組表「りすん」を希望者に配布している。
「KBS滋賀ラジオまつり」を毎年度12月 - 3月に催していたが、2011年度は開催されなかった。
当局のradiko配信は実施されていないが、滋賀県内では京都放送局が基本サービスで聴取可能である。
放送局
| 親局 | 識別信号 | 周波数  | 空中線電力 | 備考 |
| ---- | -------- | ------- | ---------- | --- |
| 彦根 | JOBW     | 1215kHz | 1kW        | 送信所はNHK第1放送大津放送局と共用。 初代送信アンテナは1961年9月の第2室戸台風により倒壊、 その代替としてRCCラジオ広島放送局の初代送信所であった観音送信所のアンテナを転用した。 |

## 滋賀放送局制作番組
放送時間は月曜未明の00:00-05:00（現在）の休止を除き、05:00を基点とする24時間放送である。原則、独自放送時間帯以外は京都放送局の編成に準ずる。月曜日の放送休止時間帯は変化しており、休止入りの時刻も02:00であったり、00:00であったりと時期によって異なっている。
- 2009年4月の改編で、長年続いた滋賀放送局ローカルの番組『さんさんわいど滋賀 wish』が終了し、独自差し替えの番組が一旦終了した。同年3月30日からは、京都放送局と共同制作の午後ワイド番組『音楽わいど ラジオ・ビュー』を開始した（月・水曜日は滋賀放送局制作）。2019年4月から『さらピン!』月曜日を京都放送局との共同制作で放送していたが、2021年3月をもって滋賀放送局からの生放送は終了した。

### 現在放送の番組
KBS滋賀制作
- 全国高等学校野球選手権滋賀大会 実況：木村寿伸、澤武博之ほか

### 過去に放送されていた番組（順不同）
京都放送局・福知山放送局・舞鶴放送局でも放送されている（いた）番組は★で示した。
- 1960 - 70年?
  - くろへ電話リクエスト 担当 小松アナウンサー
  - イブニングリクエスト（18時 - ） 担当 寺村アナウンサー
- 松井桂三のさんさんわいど（★）
- さんさんわいど滋賀wish
- 歴史裏話あれこれ 1969年1月 - 1983年12月 (語り手 野田清行 作 中村達夫)
- さんさんわいど滋賀　
  - （2001年頃のパーソナリティ）
    - 滝トール（さんさんわいど滋賀）1991年4月1日～1996年3月25日、月曜
    - 月曜日 - 笑福亭伯枝・志田直子
    - 火曜日 - 桂枝女太・竹上和見（2002頃 山田啓代）
    - 水曜日 - 笑福亭恭瓶・百鳥秀世（2002頃 小池由香）
    - 木曜日 - 笑福亭仁嬌・稲野一美
    - 金曜日 - 山沖之彦・杉本昌子・中川雅夫
    - 2001年（平成13年）12月24日　KBSラジオまつり（さんさんわいど滋賀パーソナリティ）
- おーい!びわこ!純瓶・一美のぐるっと琵琶湖
- 湖国な気分（★）（長浜まちづくり役場内サテライトスタジオより）
  - 2003年1月5日 - 辻幸子にてスタート
  - 2003年6月29日 - 辻幸子降板
  - 2003年7月6日 - 小川順子
  - 2006年4月2日 - 小川順子にて放送終了。
- 日曜ワイド われら夢の途中（第2部 ★）（長浜まちづくり役場内サテライトスタジオより）
  - 2006年4月9日 - 2007年3月25日　小川順子
- さざなBeゲーション（★）（長浜まちづくり役場内サテライトスタジオより）
  - 2007年4月2日 - 2008年4月1日　小川順子
- おききのラジオは山沖です（金曜日）
  - 山沖之彦・杉本昌子・中川雅夫。
- Radio-Beat・1215　立原啓裕
- かっとびフライデー　山田雅人のちに笑福亭伯枝
- 土曜が一番楽市タウン  - シンデレラエキスプレス　ミッキー。長浜楽市サテライトスタジオからの生放送
- 午後は気ままに楽市タウン  - 長浜楽市サテライトスタジオからの生放送
- ケツカッチンのラジオ七福神（★）ケツカッチン 稲野一美
- まちざかり長浜ジギージャギーサタデー（長浜まちづくり役場内サテライトスタジオより）
  - 1998年4月4日 - 前田里美にてスタート
  - 1999年4月3日 - 前田里美・笑福亭仁昇
  - 2000年9月2日 - 前田里美が降板
  - 2000年10月7日 - 笑福亭仁昇・和田有紀子
  - 2002年3月30日 - 笑福亭仁昇と和田有紀子降板
  - 2002年4月7日 - 志田直子
  - 2002年12月28日 - 放送終了。
- イブニングパートナー1215（百鳥秀世　夢京橋あかり館サテライトスタジオ）
- 音楽わいど ラジオ・ビュー（★） - 月・水曜のみ滋賀放送局から生放送 澤武博之 塩見祐子
- しがスタ!　- 井上さゆ梨
- 鋭ちゃん順子のさざなBeゲーション（毎週日曜 11:00 - 11:55 ★）（長浜まちづくり役場内サテライトスタジオより。2014年9月29日終了）中村鋭一 小川順子 -番組終了と共に長浜まちづくり役場内サテライトスタジオも廃止
- たんたんおうみ（月曜 17:30 - 18:00、2014年9月29日 - ★）小川順子
- ファミリーレストランのめちゃうま!（毎週月曜 14:00〜17:00 ★）ファミリーレストラン - 番組自体は京都放送局に移動し『ま〜ぶる!・月曜日』として放送中
- 平野智美のごきげんよう!（毎週金曜 14:30 - 17:00 ★）平野智美 - 番組自体は京都放送局に移動して放送中
- さらピン!（毎週月曜 14:00 - 17:00 ★）梶原誠 - 『ファミリーレストランのめちゃうま!』の後継ぎとして月曜のみ彦根スタジオから放送した。番組自体は京都放送局に移動して放送中。
- 官公庁だより

他

## 過去の出演者
- 塩見祐子（さんさんわいど滋賀）1978年頃

楽市以降
- 滝トール（さんさんわいど滋賀）1991年4月1日～1996年3月25日、月曜
- 桂蝶六（午後は気ままに楽市タウン）
- 笑福亭三喬（午後は気ままに楽市タウン さんさんわいど滋賀）
- 桂三風（午後は気ままに楽市タウン）
- 笑福亭晃瓶（午後は気ままに楽市タウン）
- 笑福亭純瓶（純瓶・キャッピーの午後は気ままに楽市タウン）
- 露の吉次（さんさんわいど滋賀）
- 林家そめすけ（さんさんわいど滋賀）
- 桂春菜（午後は気ままに楽市タウン）
- 林家染弥（さんさんわいど滋賀）
- 伊舞なおみ（さんさんわいど滋賀）
- 対馬京子（さんさんわいど滋賀）
- 池内孝枝（さんさんわいど滋賀wish）稲野一美の代役
- 夏川立也（午後は気ままに楽市タウン 夏川立也とミッキーのラジオビート1215！）
- ミッキー（夏川立也とミッキーのラジオビート1215!）
- キャッピー（純瓶・キャッピーの午後は気ままに楽市タウン）
- 田中佐枝（午後は気ままに楽市タウン）
- 中村恵美子（午後は気ままに楽市タウン）
- 藤本博子（さんさんわいど滋賀）ラジオカー

ほか

## その他の滋賀県の放送局
- NHK大津放送局（総合テレビ、第1放送、FM放送）
- びわ湖放送（全国独立放送協議会）
- e-radio（JFN）
- FMひこね（コミュニティ放送）
- Rockets 785（コミュニティ放送）
- FMおおつ（コミュニティ放送）
- Radio Sweet（コミュニティ放送）